# Метёлка

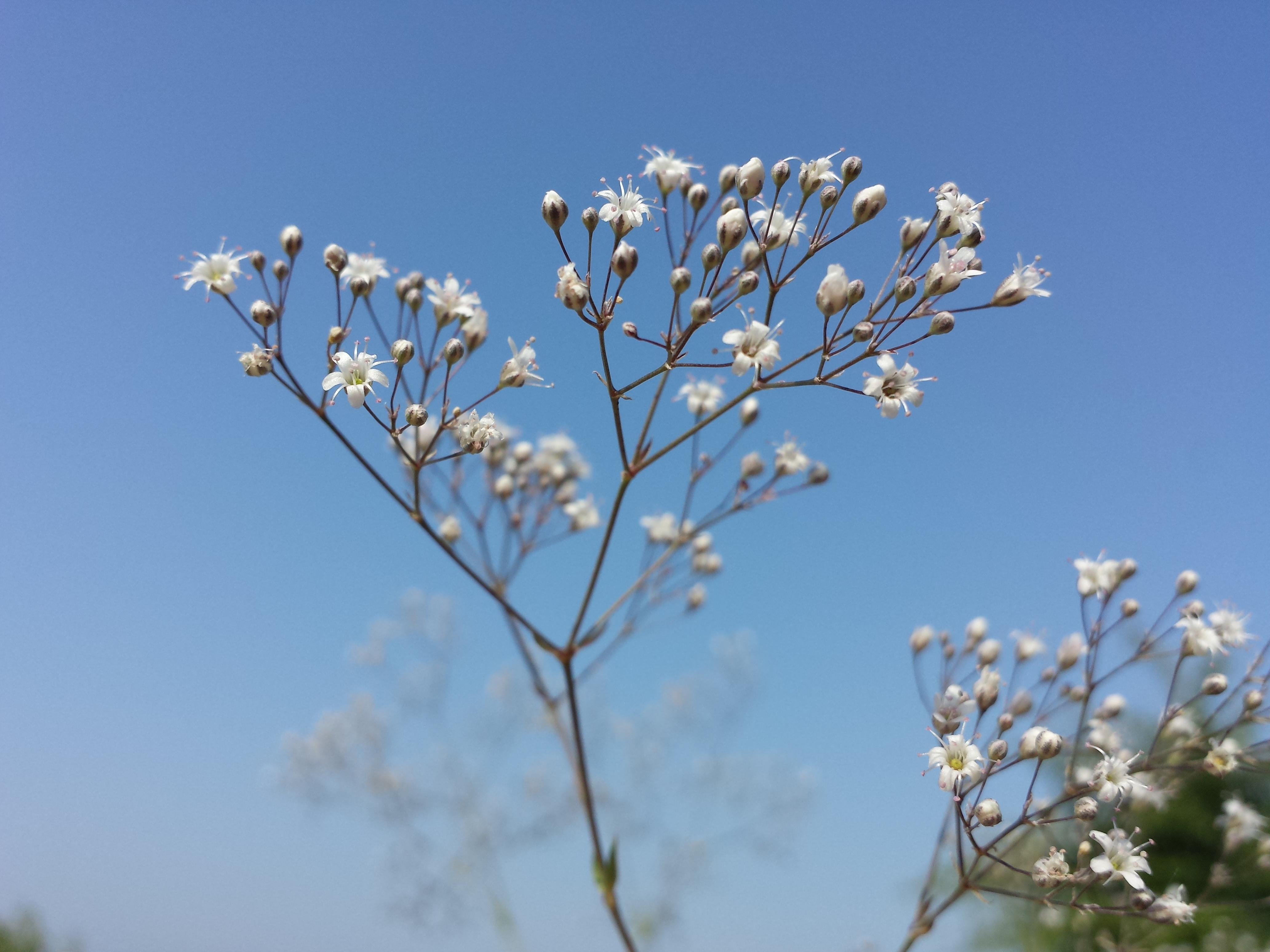
Рыхлая метёлка Качим метельчатый|качима метельчатого (Gypsophila paniculata)

Метёлка (лат. panicula), в ботанике — сложное соцветие, многократно ветвящееся и несущее на концах ветвей цветки или простые соцветия — кисти (сирень), колоски (у злаков), корзинки (у представителей семейства Астровые). Ветви метёлки прижатые к главной оси формируют сжатое (плотное) метельчатое соцветие, ветви метёлки отстоящие от главной оси — раскидистое (рыхлое) метельчатое соцветие.
Стадия развития злакового растения, во время которой формируется метёлка, называется «вымётыванием».

## Виды метёлок

### Пирамидальная метёлка
Метёлка отличается от двойной кисти более обильным ветвлением и тем, что нижние парциальные соцветия у неё развиты и ветвятся гораздо сильнее верхних. В результате обычно метельчатые соцветия имеют более или менее пирамидальное очертание. 

Пирамидальная метёлка
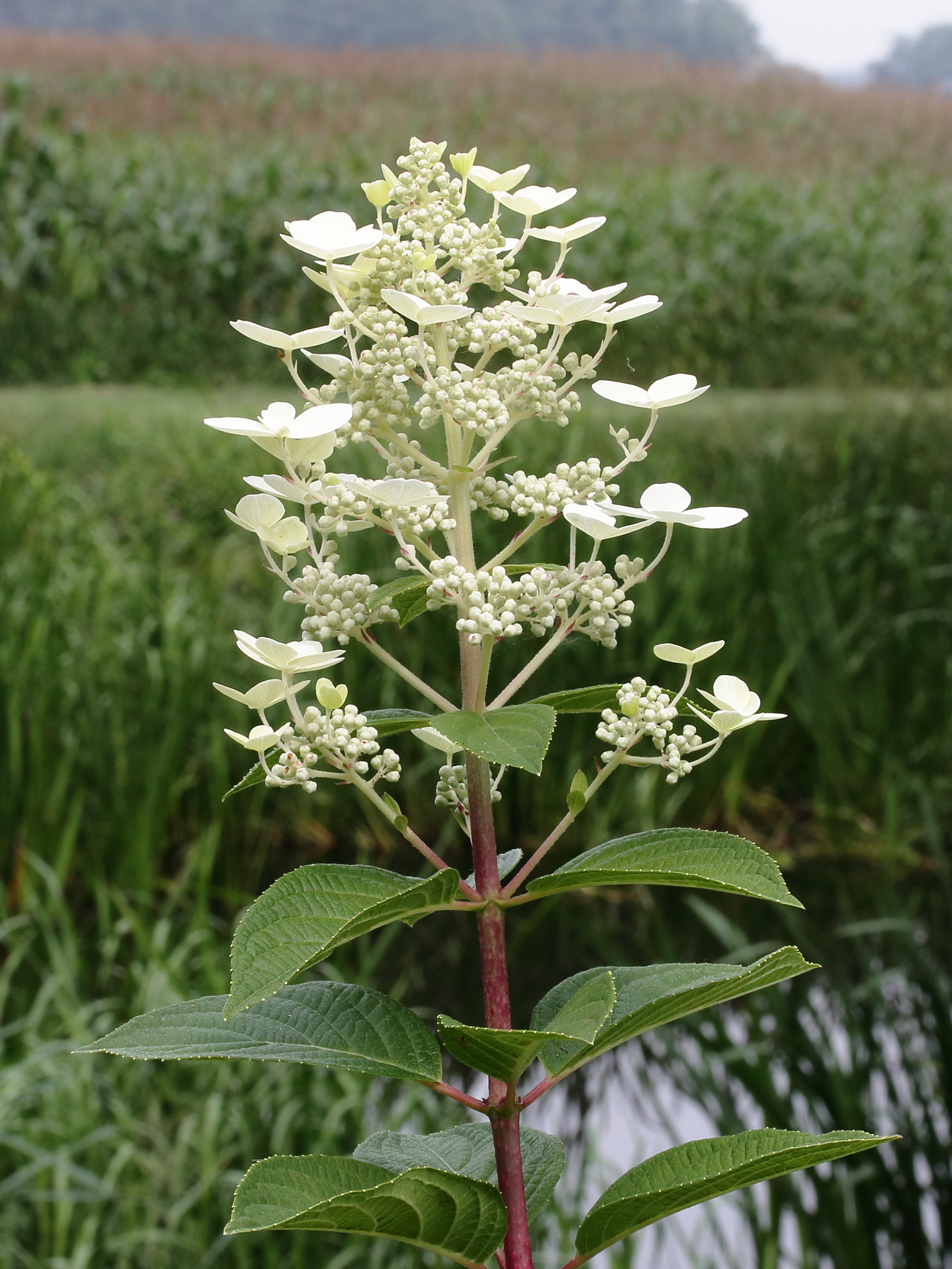
Гортензия метельчатая (Hydrangea paniculata)
Бирючина блестящая (Ligustrum lucidum)
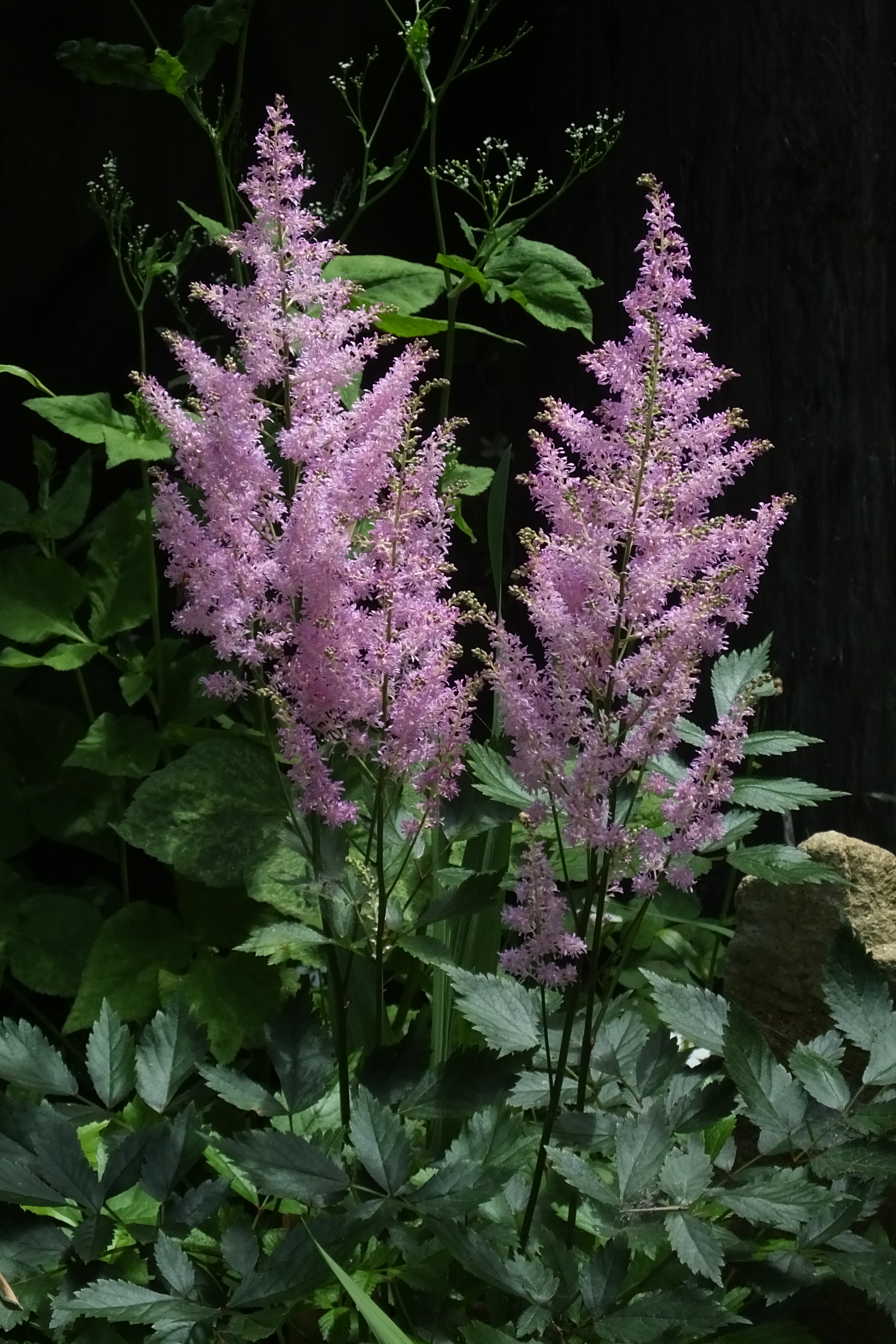
Астильбе японская (Astilbe japonica)
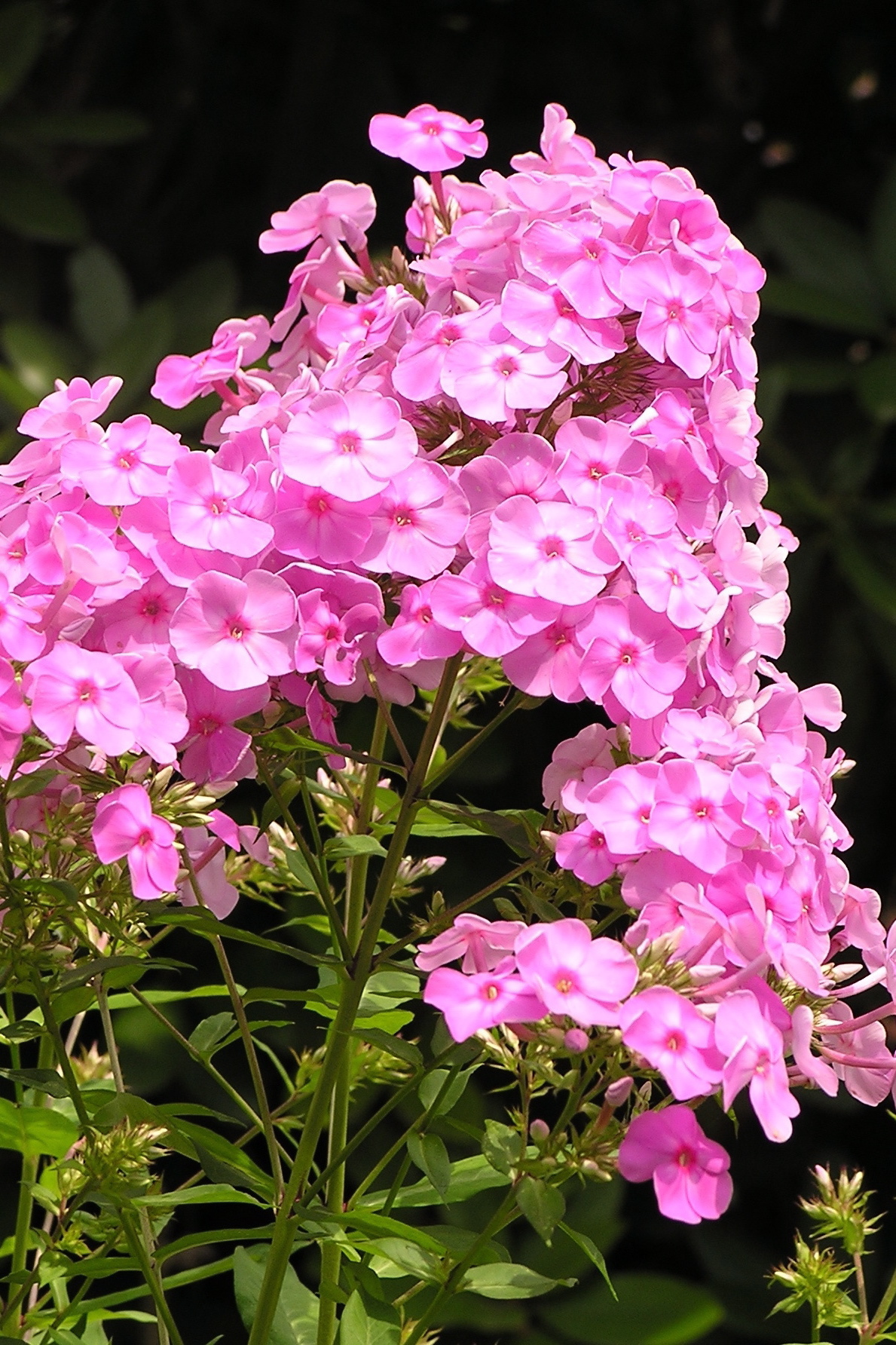
Флокс метельчатый (Phlox paniculata)
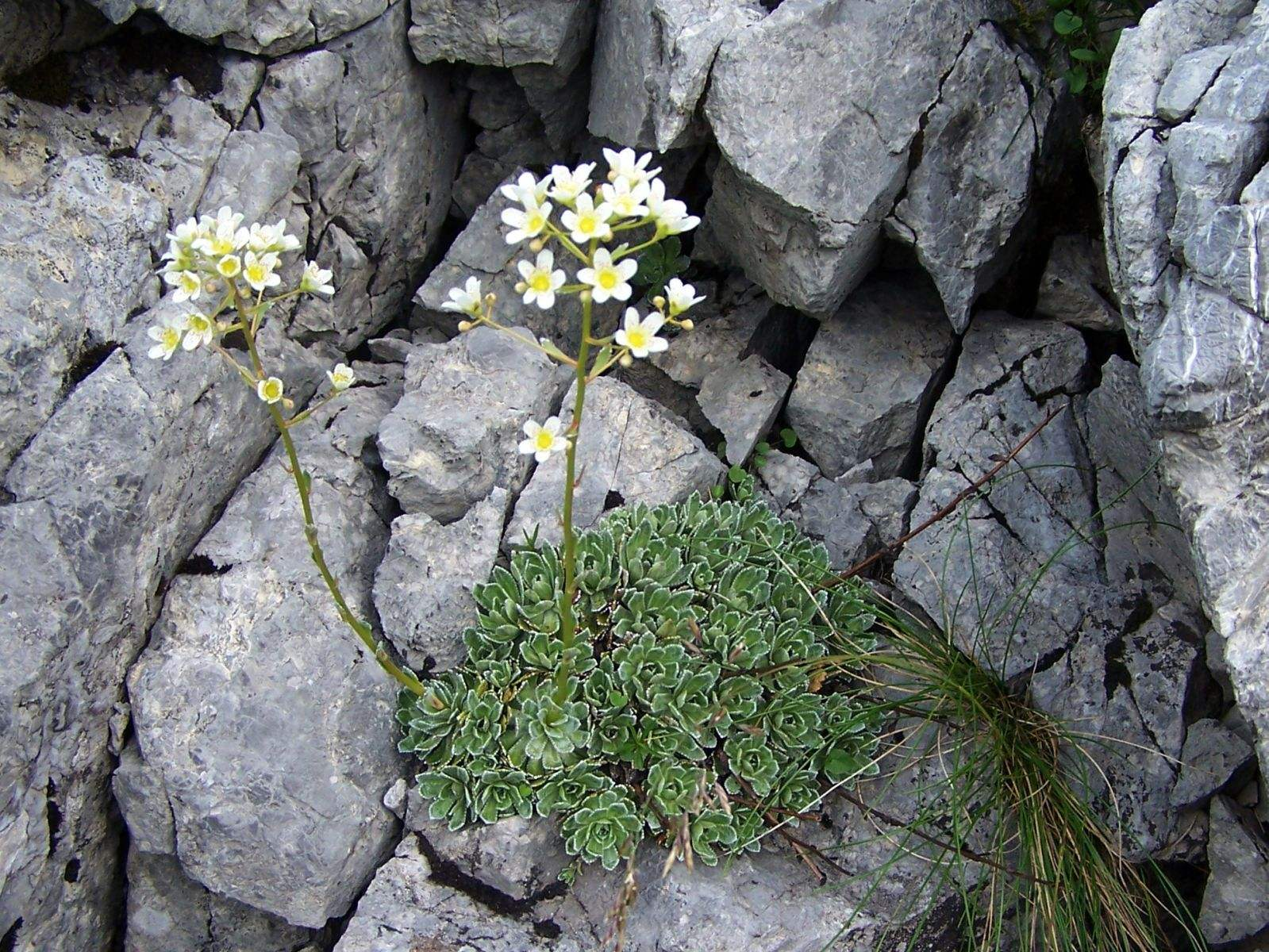
Камнеломка метельчатая (Saxifraga paniculata)
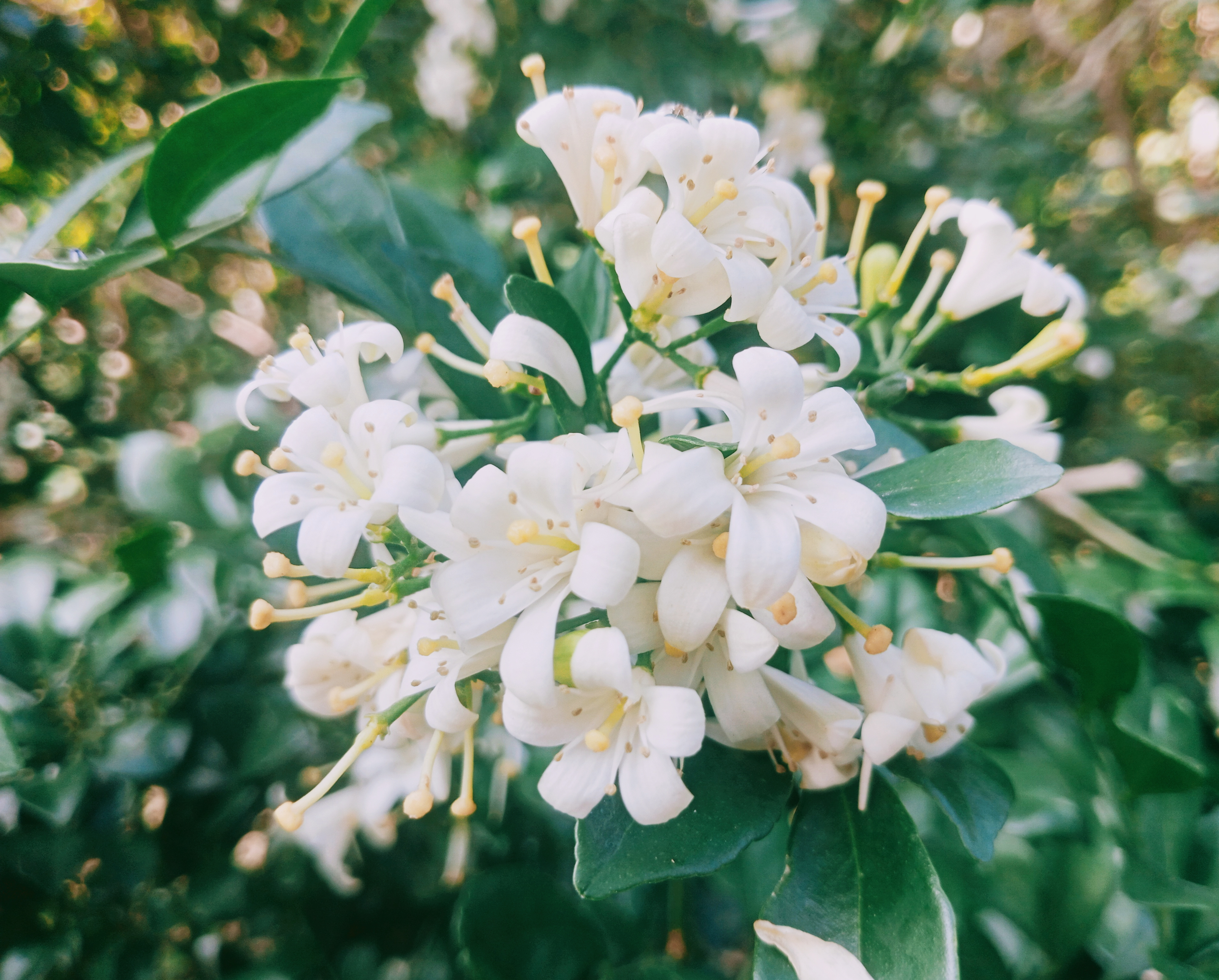
Муррайя метельчатая (Murraya paniculata)
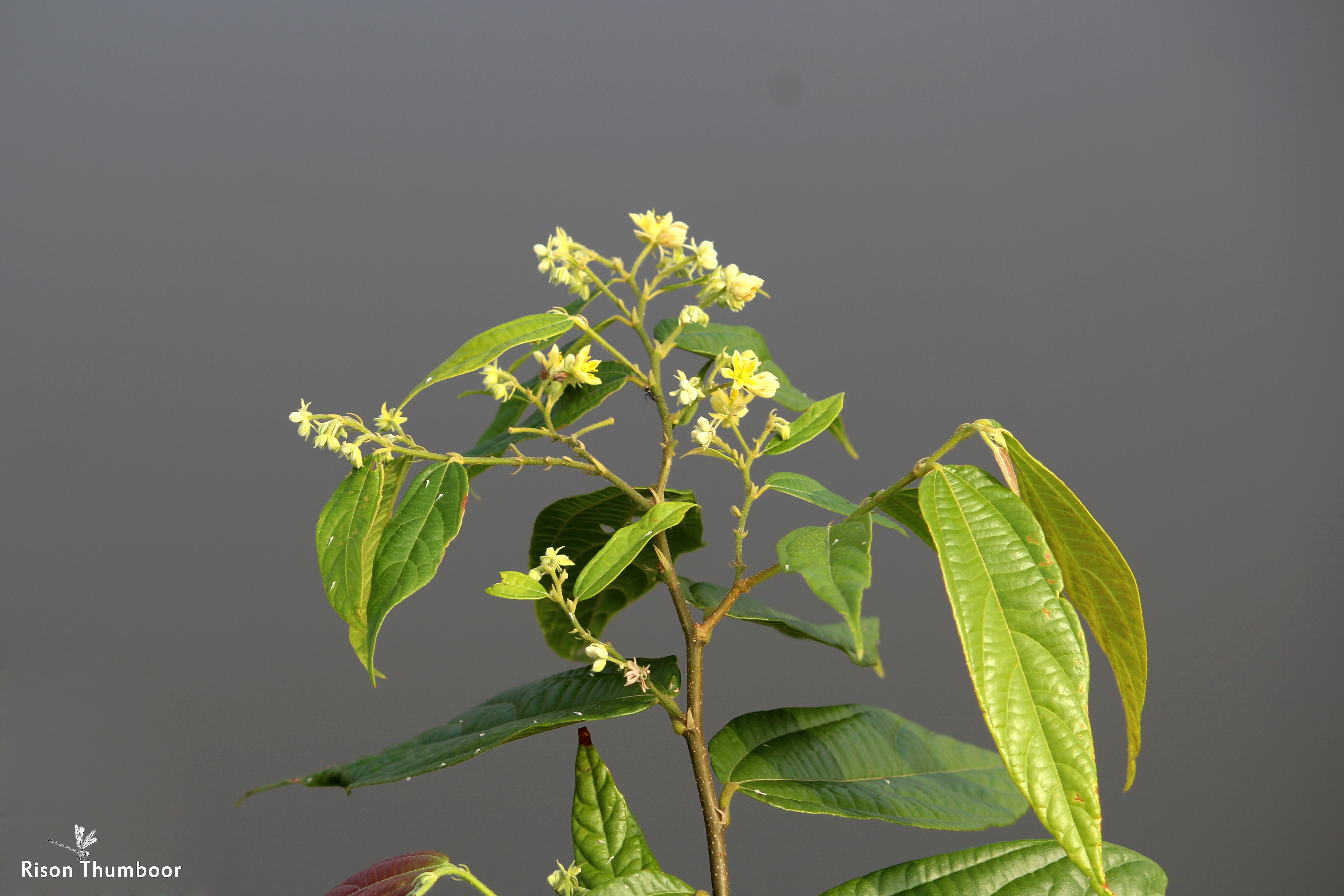
Микрокос метельчатый (Microcos paniculata)

### Щитковидная метёлка
При сильном сокращении числа парциальных соцветий и резком обеднении верхних из них метёлка становится щитковидной (калина, бузина, рябина и др.). 

Щитковидная метёлка
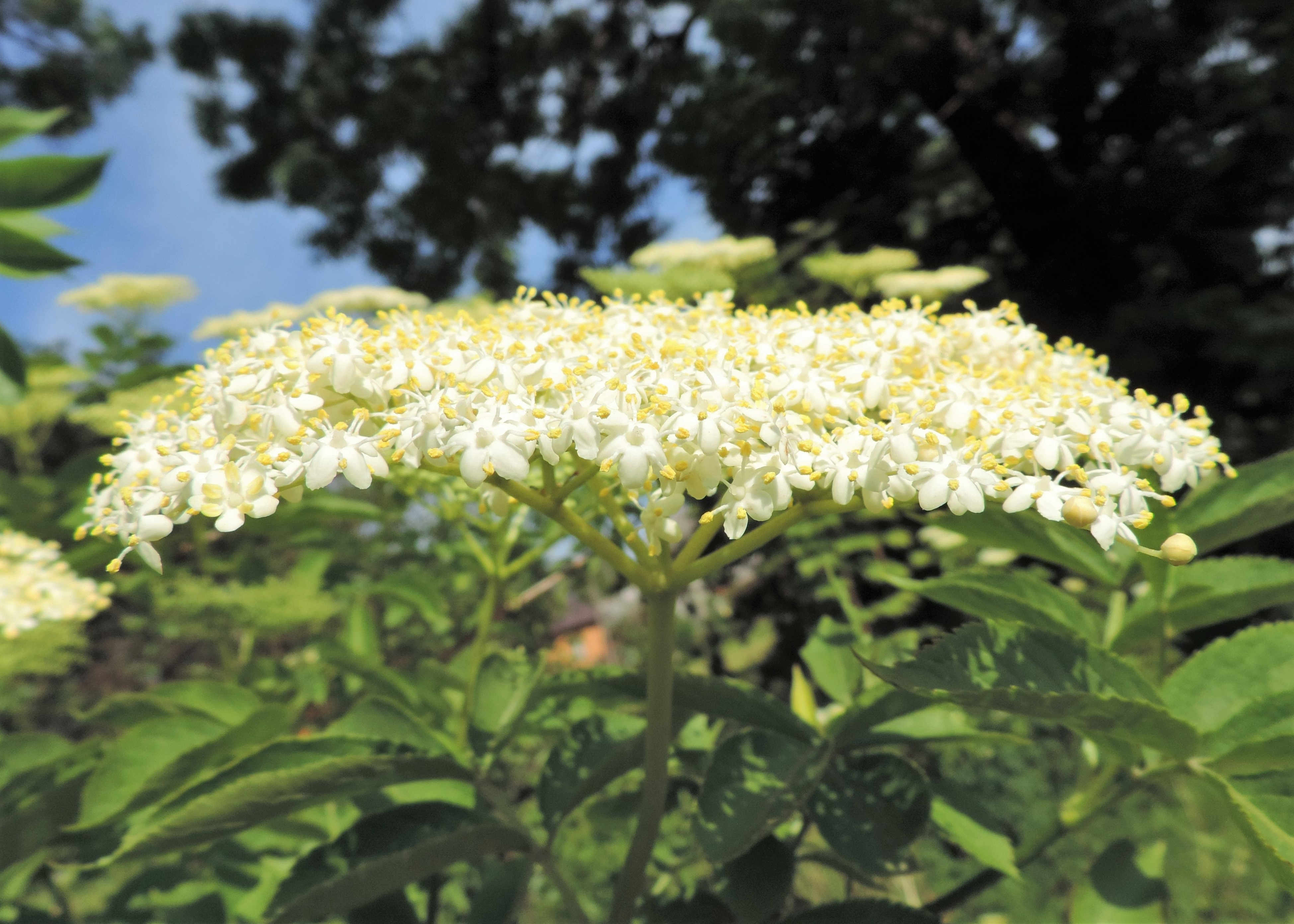
Бузина чёрная (Sambucus nigra)
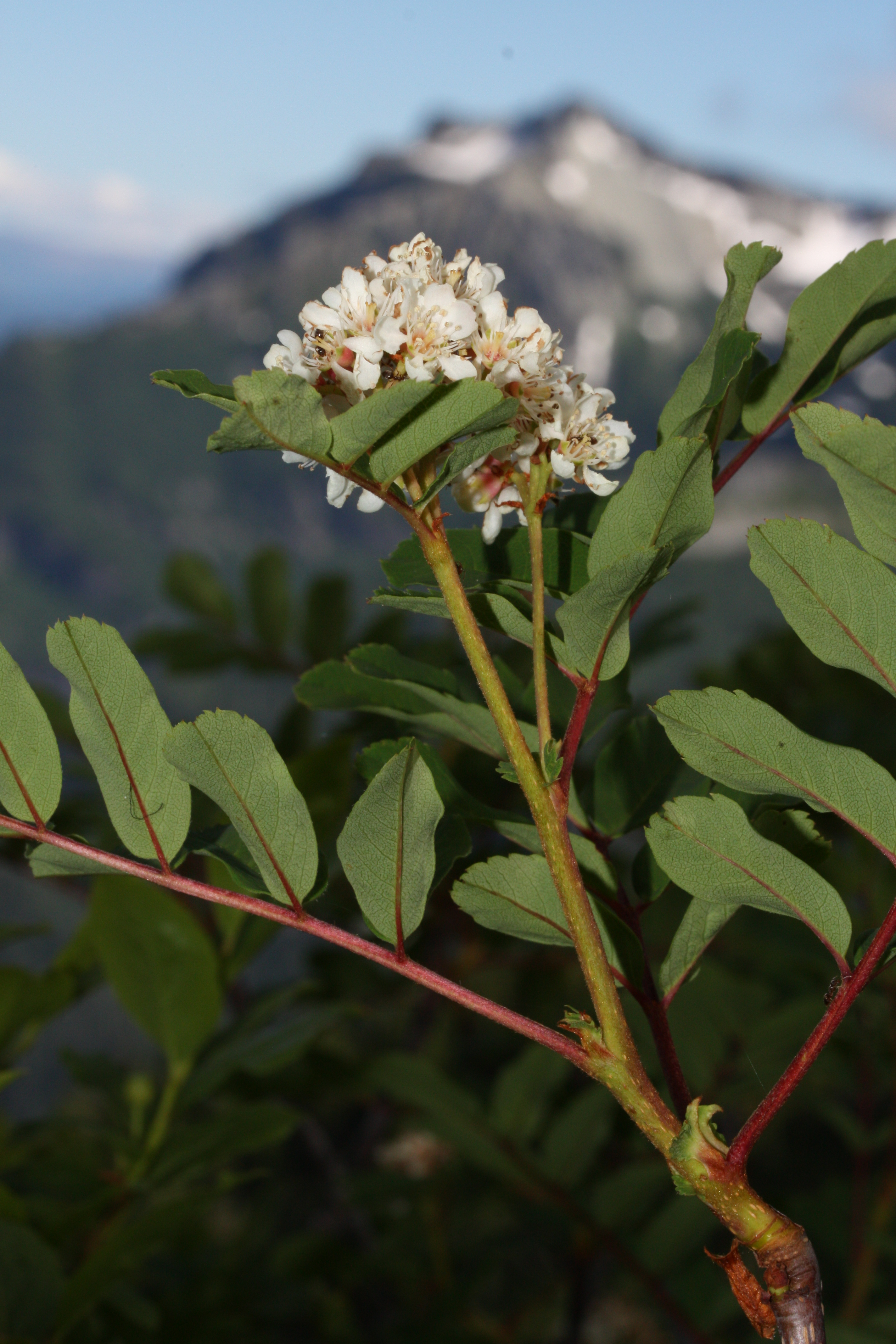
Рябина ситхенская (Sorbus sitchensis)
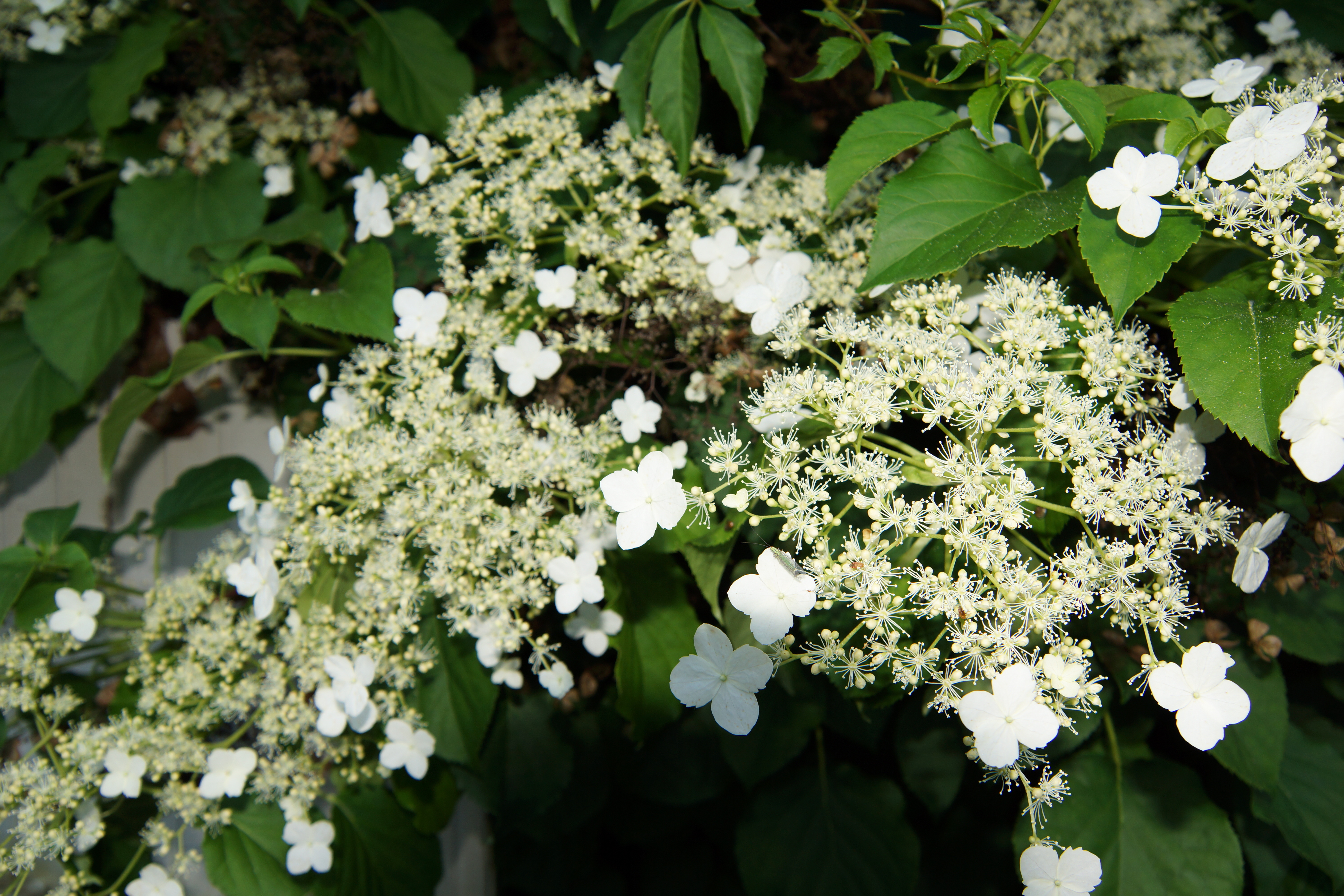
Гортензия черешковая (Hydrangea petiolaris)
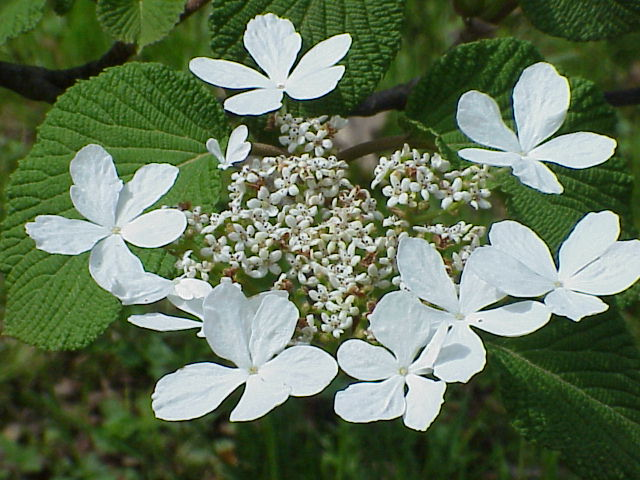
Калина вильчатая (Viburnum furcatum)

### Кубковидная метёлка
Если центральные оси нижних ветвей намного перерастают таковые верхних, формируются кубковидные метёлки, как, например, у лабазника.

Кубковидная метёлка
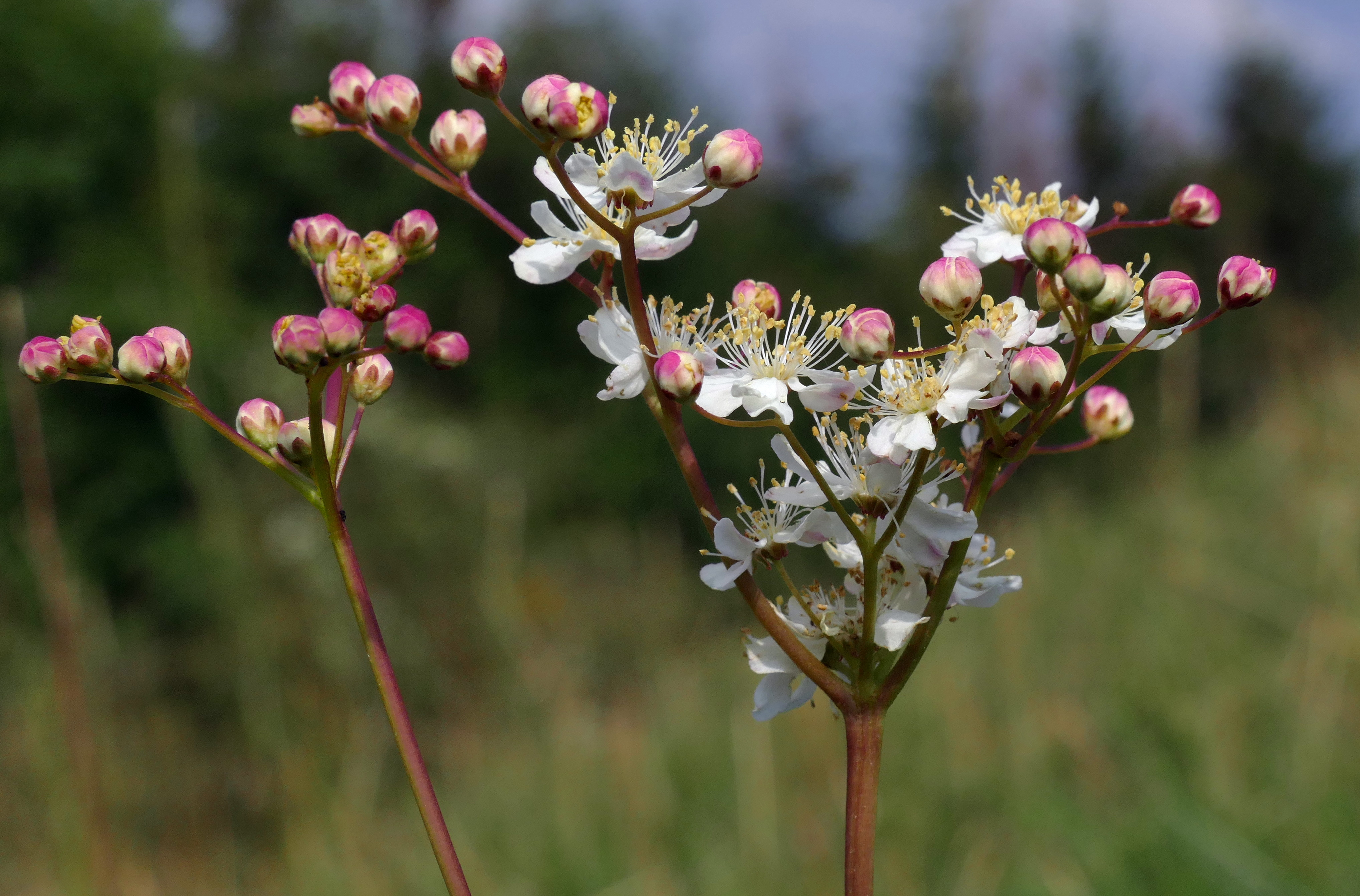
Лабазник обыкновенный (Filipendula vulgaris)
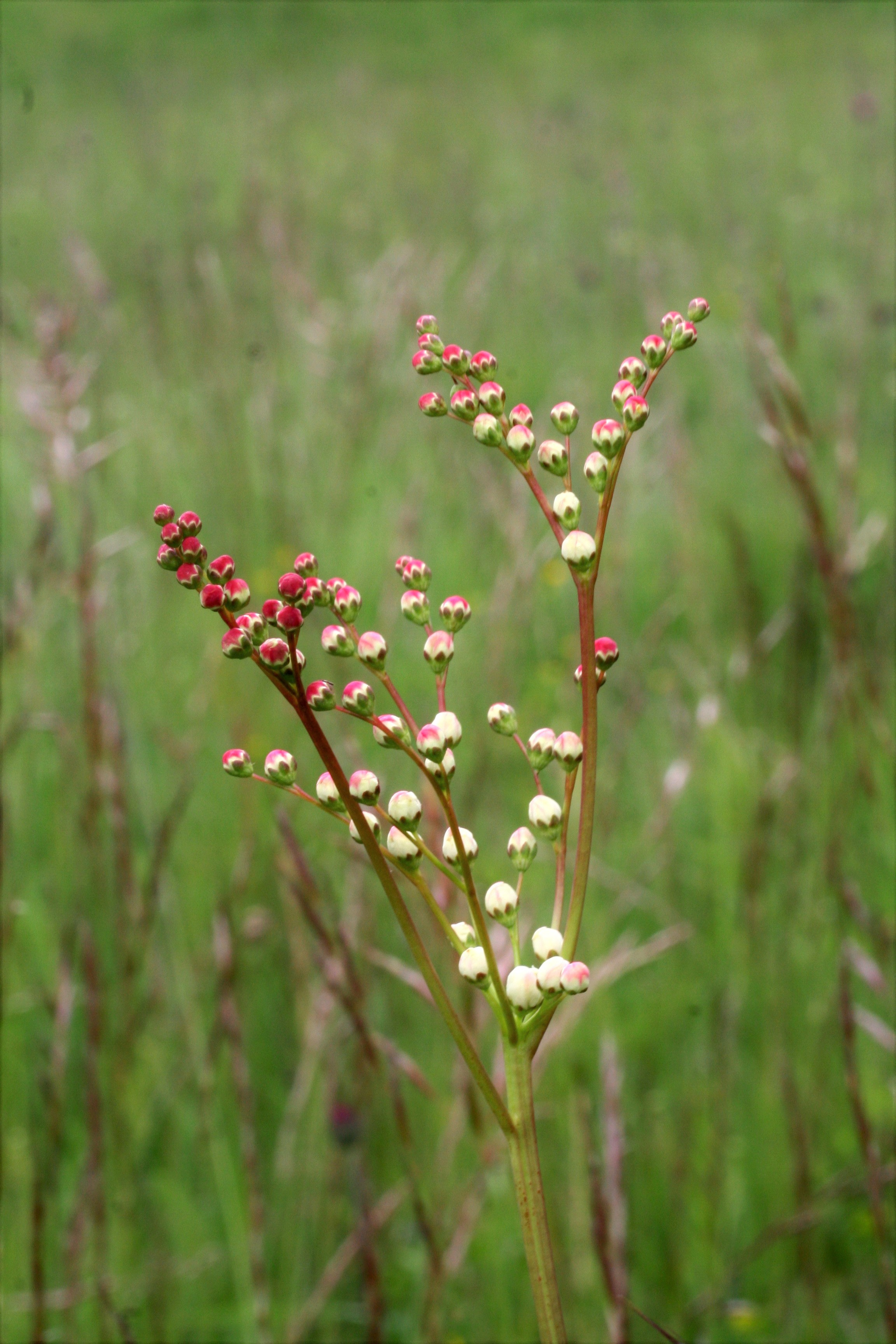
Лабазник обыкновенный (Filipendula vulgaris), цветы в стадии бутонов
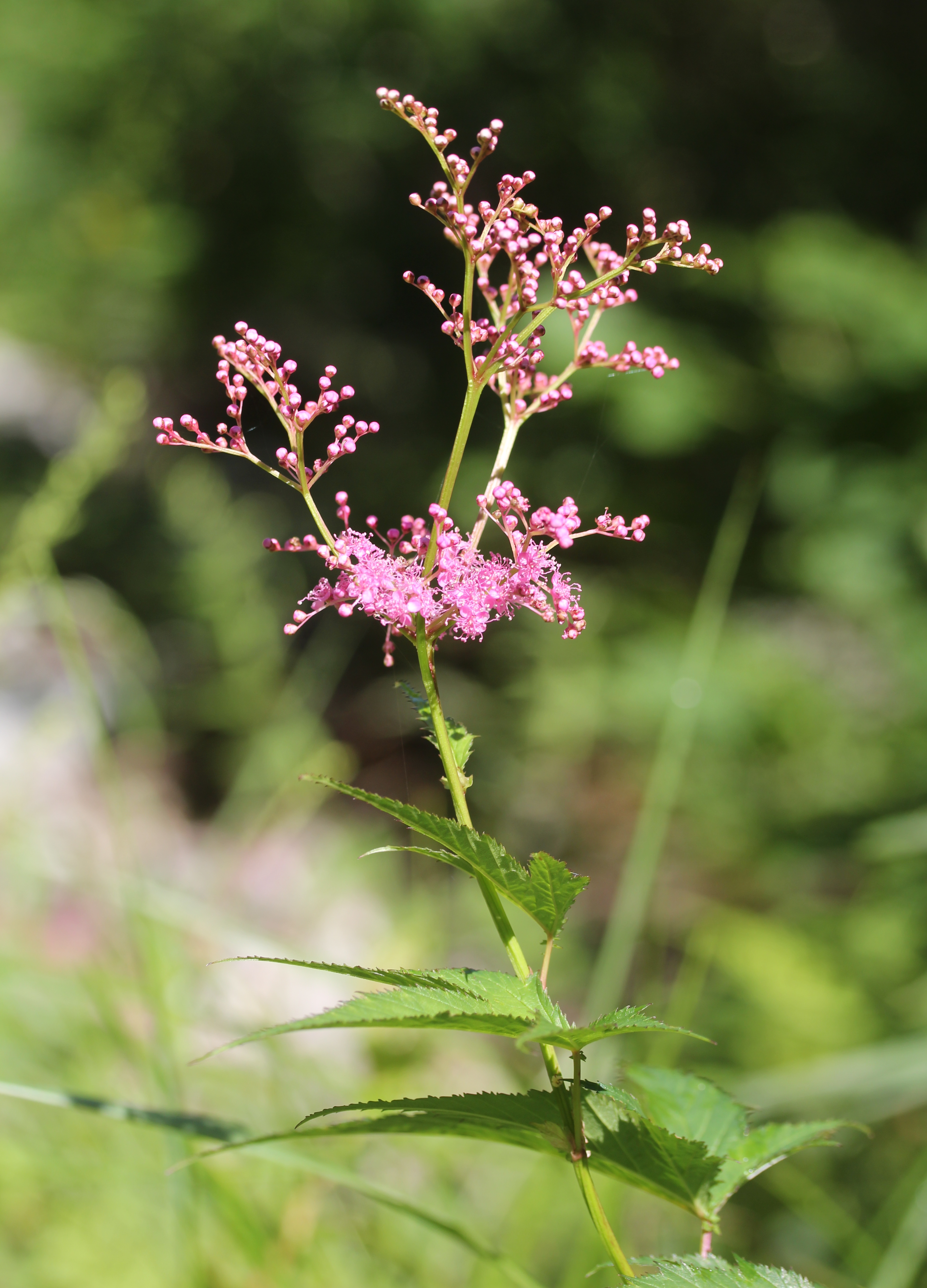
Filipendula multijuga

### Султан
Сжатая метёлка с короткими ветвями, похожая на колос у злаков, таких как тимофеевка или лисохвост, называется султаном.

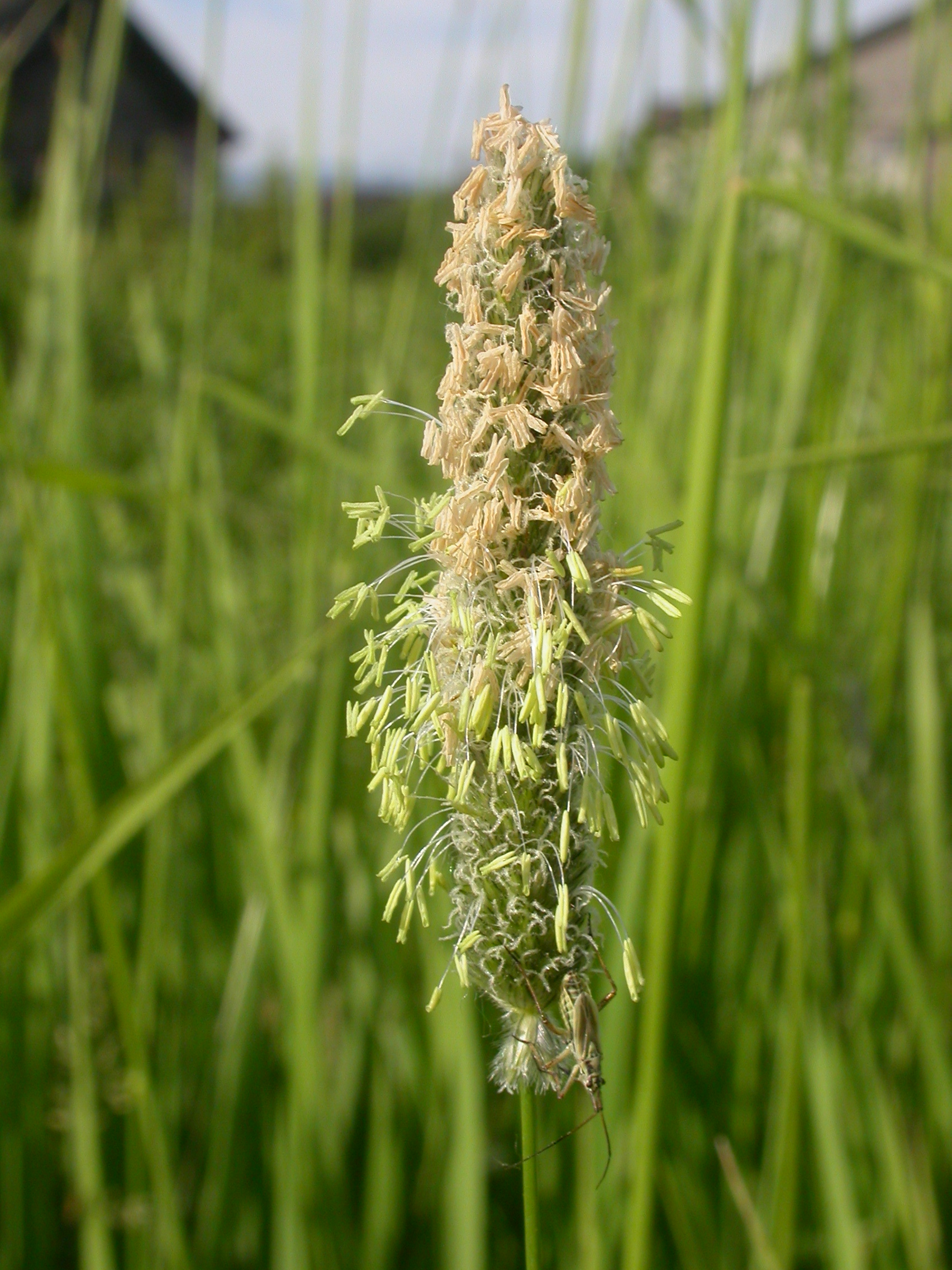
Лисохвост тростниковый (Alopecurus arundinaceus)
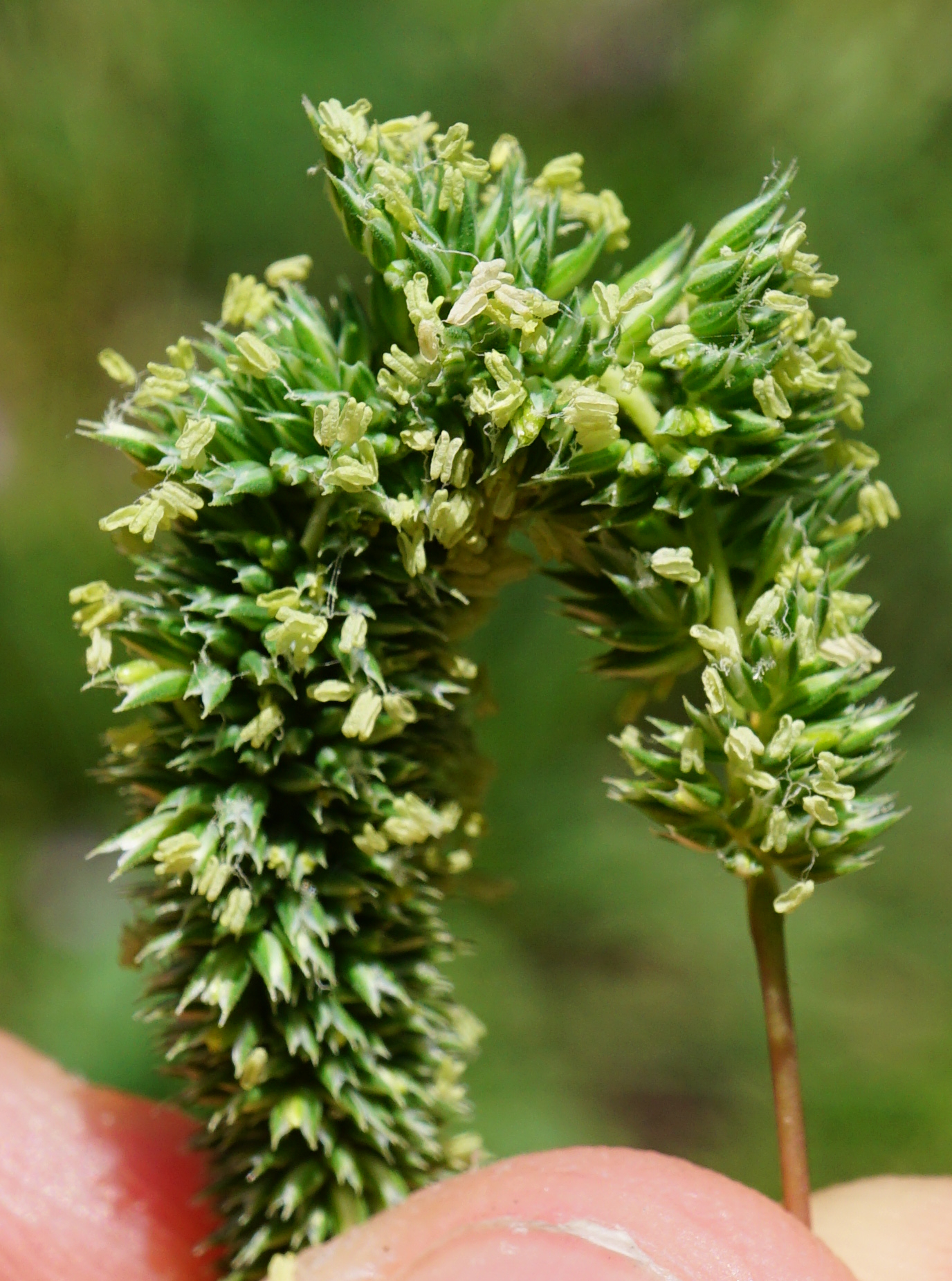
Тимофеевка степная (Phleum phleoides)
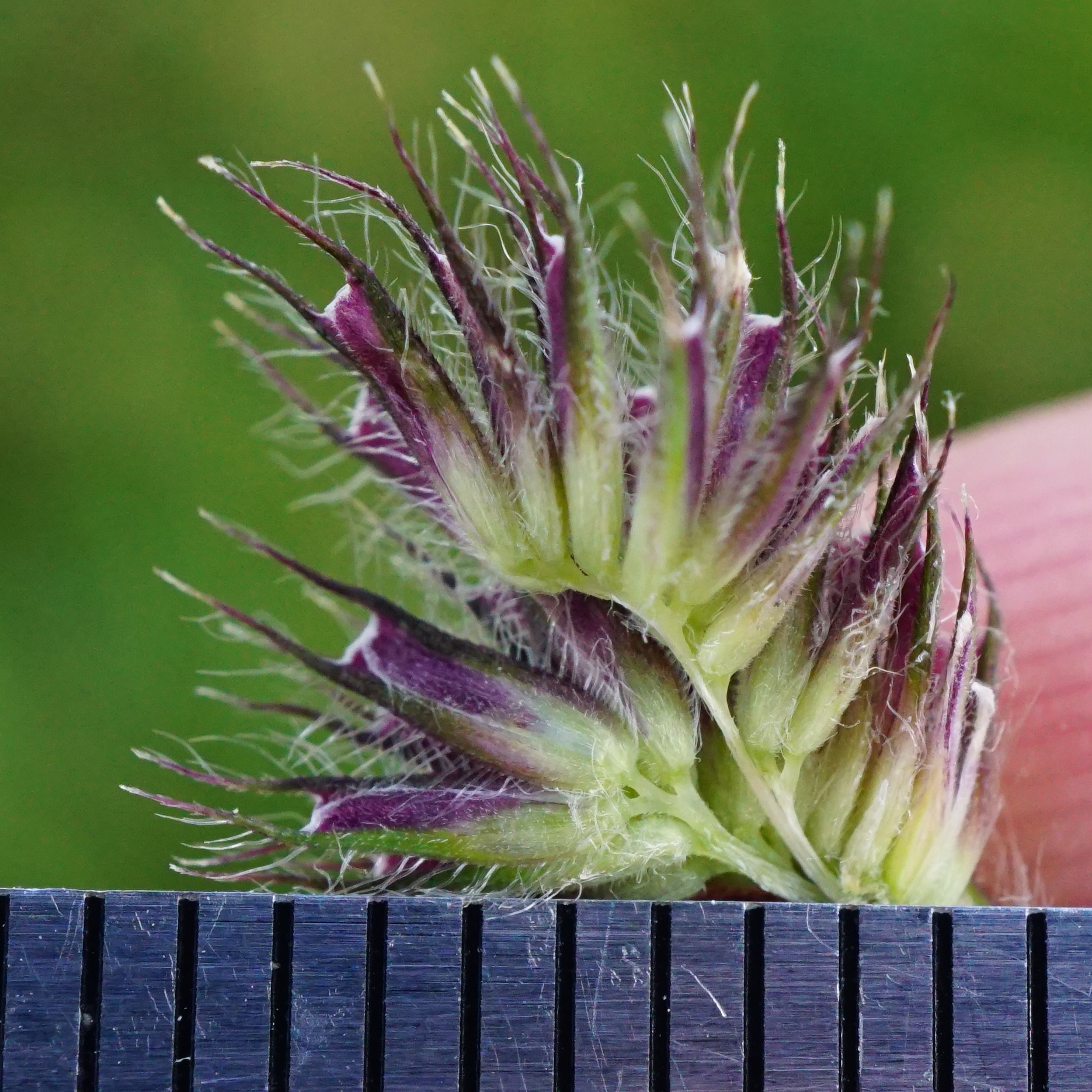
Тимофеевка альпийская (Phleum alpinum)
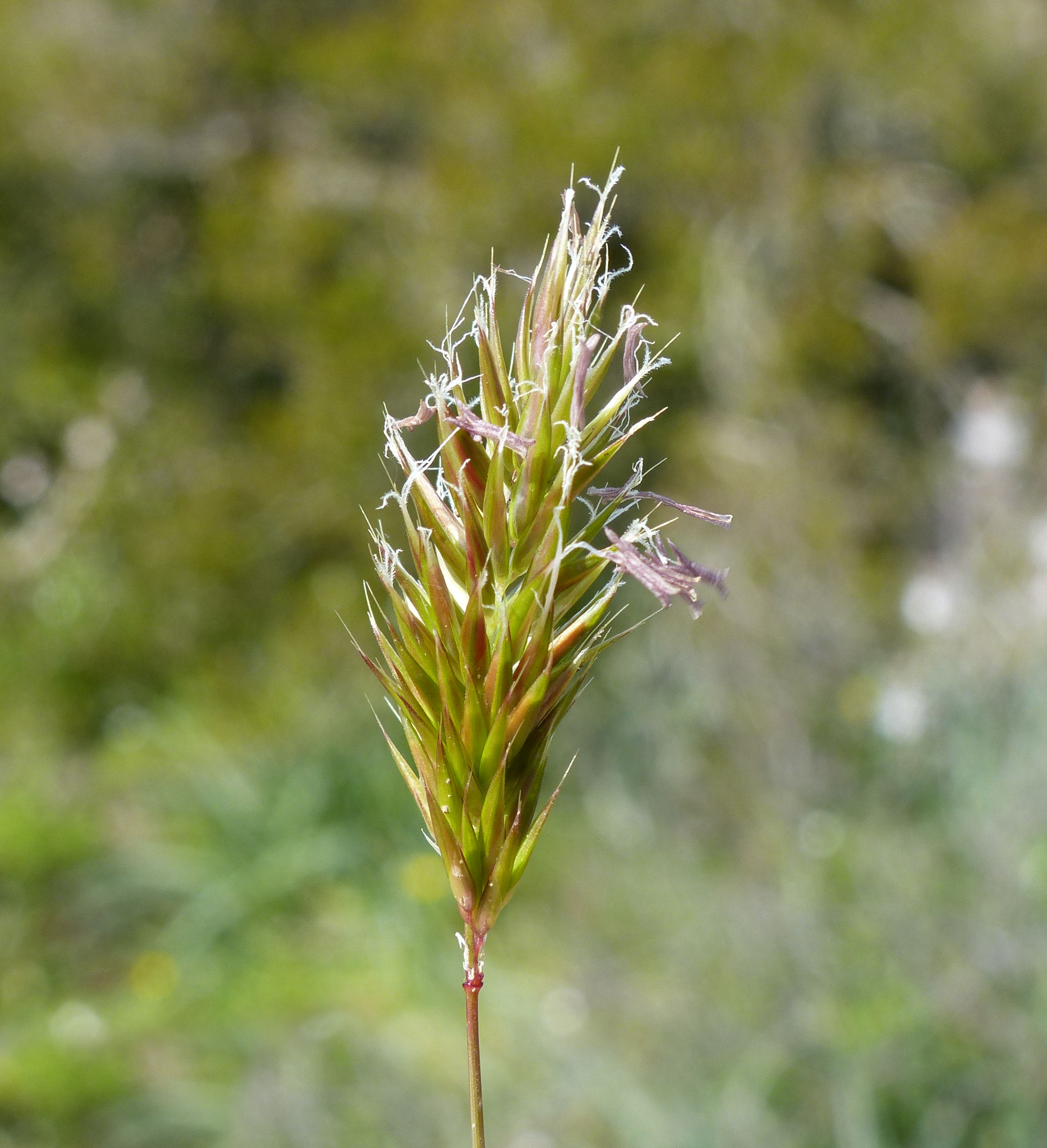
Пахучеколосник остистый (Anthoxanthum aristatum)

### Агрегатные метёлки
При замене цветков на простые рацемозные соцветия, получаются агрегатные соцветия, в частности:
- метёлка зонтиков — метельчато ветвящееся соцветие, несущее на конечных осях простые зонтики (аралии высокая и маньчжурская).
- метёлка корзинок — метельчато разветвленное соцветие, несущее на конечных осях парциальные соцветия — корзинки.